# Champtoceaux
Champtoceaux är en kommun i departementet Maine-et-Loire i regionen Pays de la Loire i nordvästra Frankrike. Kommunen ligger i kantonen Champtoceaux som tillhör arrondissementet Cholet. År 2018 hade Champtoceaux 2 526 invånare.

## Befolkningsutveckling
Antalet invånare i kommunen Champtoceaux
| Referens: INSEE |